# دينيس إم. جونز
دينيس إم. جونز (بالإنجليزية: Dennis M. Jones)‏ هو شخصية أعمال أمريكي، ولد في 12 سبتمبر 1938، وتوفي في 20 سبتمبر 2016.